# Gösta Widmark
Johan Gustaf (Gösta) Henrik Widmark, född 21 oktober 1892 i Ljusdals församling, Gävleborgs län, död 19 december 1969 i S:t Matteus församling, Stockholm, var en svensk militär. Han var son till Gustaf Widmark och far till Henrik Widmark. 
Widmark tog studenten i Östersund 1911, blev underlöjtnant vid Norrlands artilleriregemente 1914, löjtnant 1918, kapten 1930, major 1938, överstelöjtnant vid fälttygkurs 1942 och placerades i Norrlands artilleriregementes reserv 1948. Han var besiktningsofficer vid ammunitionsfabriken i Karlsborg 1926–30, verkstadschef vid ammunitionsfabrikens avdelning på Marieberg 1934–42 och byråchef vid ammunitionsförrådsbyråns tygavdelning 1942–48. Han genomgick Artilleri- och ingenjörhögskolans allmänna kurs 1917–18 och dess högre kurs 1918–20, artillerimätkurs 1922 och specialkurs vid Kungliga Tekniska högskolan 1932–33. Han var delägare i ingenjörsfirma G. Widmark & Son.